# Berliet CAH
Der Berliet CAH war ein  französischer Omnibus aus der Zeit vor dem Ersten Weltkrieg.

## Geschichte, Technik
Die allgemeine Betriebserlaubnis für den Berliet CAH wurde im November 1911 erteilt, ab diesem Zeitpunkt wurde das Fahrzeug gebaut. Nachgewiesen sind die Chassisnummern 2842–2852: Wenn alle diese Chassisnummern und keine weiteren vergeben wurden, so entstanden also 11 Stück.
Belegt ist vor allem die Ausführung als Ausflugbus (Charabanc) mit ca. 12 Sitzen. Der wassergekühlte Vierzylindermotor hatte eine Bohrung von 100 und einen Hub von 140 mm, also einen Hubraum von 4398 cm³ und gab seine nicht genannte Höchstleistung bei 1000/min ab. Steuerlich war das Fahrzeug mit 22 Steuer-PS eingestuft. Das Getriebe hatte vier Vorwärtsgänge, dazu einen Rückwärtsgang. Der Antrieb auf die Hinterachse erfolgte über eine Kardanwelle.